# Capys disjunctus
The Russet Protea (Capys disjunctus) là một loài bướm ngày thuộc họ Lycaenidae. Nó được tìm thấy ở from the East Cape to KwaZulu-Natal, inland to Swaziland, Mpumalanga, Gauteng and the Limpopo Province in Nam Phi. Nó cũng được tìm thấy ở Zimbabwe.
Sải cánh dài 31–37 mm đối với con đực and 31.5–38 mm đối với con cái. Con trưởng thành bay từ tháng 8 đến tháng 10 and từ tháng 1 đến tháng 3 and sometimes tháng 4. Có hai lứa trưởng thành một năm.
Ấu trùng ăn the flower buds of Protea caffra, Protea welwitschii, Protea angolensis, Protea gazensis and Protea petiolaris.